# Sporormiella albolanata
Sporormiella albolanata är en svampart som beskrevs av A.E. Bell & Mahoney 2005. Sporormiella albolanata ingår i släktet Sporormiella och familjen Sporormiaceae.   Inga underarter finns listade i Catalogue of Life.